# Nelgese
Nelgese (ros. Нельгесе, Nielgiesie) – rzeka w azjatyckiej części Rosji, w Jakucji; lewy dopływ Adyczy. Długość 566 km; powierzchnia dorzecza 15 200 km²; średni roczny przepływ u ujścia 39 m³/s.
Źródła w Górach Wierchojańskich; płynie w kierunku północnym a następnie przez Płaskowyż Jański w kierunku północno-wschodnim. Zamarza od października do maja (w tym przez 5 miesięcy do dna); zasilanie deszczowo-śniegowe.